# Paratrichocladius nivalis
Paratrichocladius nivalis är en tvåvingeart som först beskrevs av Maurice Emile Marie Goetghebuer 1938.  Paratrichocladius nivalis ingår i släktet Paratrichocladius, och familjen fjädermyggor. Det är osäkert om arten förekommer i Sverige.